# Донський сільський округ (Хромтауський район)
До́нський сільський округ (каз. Дөң ауылдық округі, рос. Донский сельский округ) — адміністративна одиниця у складі Хромтауського району Актюбінської області Казахстану. Адміністративний центр — село Дон.
Населення — 3468 осіб (2021; 2916 у 2009, 2816 у 1999, 1071 у 1989).
Станом на 1989 рік існувала Кіровська сільська рада (села Кизилжар, Сусановка), село Дон було частиною міста Хромтау. Донський сільський округ утворений 1999 року шляхом відокремлення частини Хромтауської міської адміністрації площею 1,31 км² з новоутвореним селом Дон та частини Абайського сільського округу площею 582,54 км² з населеними пунктами Сусановка і Кизилжар.

## Склад
До складу округу входять такі населені пункти:
| Населений пункт | Колишні назви | Населення, осіб (1989) | Населення, осіб (1999) | Населення, осіб (2009) | Населення, осіб (2021) |
| --------------- | ------------- | ---------------------- | ---------------------- | ---------------------- | ---------------------- |
| Дон, село       | Донське       | -                      | 2214                   | 2529                   | 3089                   |
| Кизилжар, село  | -             | 192                    | 0                      | 0                      | -                      |
| Онгар, село     | Сусановка     | 879                    | 602                    | 387                    | 379                    |